# Leonard Wong
 (juillet 2017).
Si vous disposez d'ouvrages ou d'articles de référence ou si vous connaissez des sites web de qualité traitant du thème abordé ici, merci de compléter l'article en donnant les références utiles à sa vérifiabilité et en les liant à la section « Notes et références ».
Leonard Wong est une marque créée par le designer chinois éponyme (レオナード・ウォン, né le 21 août 1986). La marque est basée au Japon.

## Concept
Leonard Wong est une marque qui travaille principalement le cuir et utilise en grande partie du monochrome et du noir.
La marque possède deux lignes. La ligne prêt-à-porter appelée "Deuxième", comportant deux collections annuelles, Printemps-Été et Automne-Hiver. Ainsi que la ligne des pièces de mode artistiques, appelée "Experimental" se déroulant une fois par an.

## Carrière
En 2010, Leonard Wong entre dans l'école de mode Tokyoïte Bunka Fashion College d'où il sortira diplômé avec les honneurs.
En 2012, il reçoit le prix, Tokyo New designer grand prix award.
En 2013, il ouvre sa marque "Leonard Wong" et fera des costumes de scène pour Lady Gaga la même année.
En 2015, il collabore avec Peter Popps.
En 2016, il crée un film appelé "Alchemy" avec les danseuses AyaBambi où il présente sa collection Automne-Hiver 2016/2017.
En 2016 et 2017, il participe à la "Amazon Fashion Week Tokyo" où il présente ses collections Printemps-Eté et Automne-Hiver 2017.

## Médias
Leonard Wong est apparu dans des programmes télévisés pour NHK World et fashiontv puis dans des magazines tels que Vogue Italia, Vogue China, Schon Magazine...